# Décès en juillet 2019

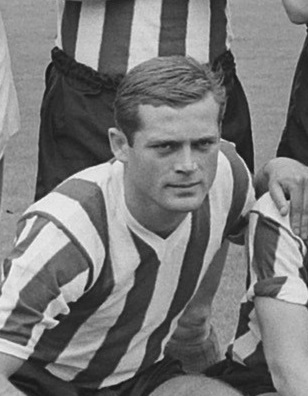
Sandor Popovics (1963).

Décès
- 2015
- 2016
- 2017
- 2018
- 2019
- 2020
- 2021
- 2022
- 2023

Pour une information complémentaire, voir la page d'aide.

| Date        | Nom                          | Activités | Âge | Source    |
| ----------- | ---------------------------- | --- | --- | --------- |
| 1er juillet | Ennio Guarnieri              | Directeur de la photographie italien.                                                                                          | 88  | (it)      |
| 1er juillet | António Manuel Hespanha      | Historien et juriste portugais.                                                                                                | 74  | (pt)      |
| 1er juillet | Katherine Kerr               | Actrice américaine. | 82  | (en)      |
| 1er juillet | Pierre Lenhardt              | Théologien français. | 91  |           |
| 1er juillet | Sid Ramin                    | Compositeur et arrangeur américain.                                                                                            | 100 | (en)      |
| 1er juillet | Jacques Rougeau (père)       | Catcheur canadien. | 89  |           |
| 1er juillet | Bogusław Schaeffer           | Compositeur et musicologue polonais.                                                                                           | 90  | (pl)      |
| 1er juillet | Tyler Skaggs                 | Joueur américain de baseball.                                                                                                  | 27  | (en)      |
| 2 juillet   | Élie Brousse                 | Joueur français de rugby à XIII.                                                                                               | 97  |           |
| 2 juillet   | Michael Colgrass             | Compositeur et percussionniste américain.                                                                                      | 87  | (en)      |
| 2 juillet   | Costa Cordalis               | Chanteur allemand. | 75  | (de)      |
| 2 juillet   | Jean-Pierre Delacroix        | Journaliste français. | 70  |           |
| 2 juillet   | Lee Iacocca                  | Homme d'affaires américain. | 94  | (en)      |
| 2 juillet   | José Luis Merino             | Réalisateur et scénariste espagnol.                                                                                            | 92  | (es)      |
| 2 juillet   | Thomas Molloy                | Juriste, chancelier d'université et homme politique canadien.                                                                  | 78  | (en)      |
| 3 juillet   | Perro Aguayo                 | Catcheur mexicain. | 73  | (en)      |
| 3 juillet   | Koldo Aguirre                | Joueur puis entraîneur espagnol de football.                                                                                   | 80  |           |
| 3 juillet   | June Bacon-Bercey            | Météorologue américaine. | 90  | (en)      |
| 3 juillet   | Christopher Booker           | Journaliste britannique. | 81  | (en)      |
| 3 juillet   | Pol Cruchten                 | Réalisateur et producteur de cinéma luxembourgeois.                                                                            | 55  |           |
| 3 juillet   | Karimou Djibrill             | Footballeur franco-togolais.                                                                                                   | 86  |           |
| 3 juillet   | Arte Johnson                 | Acteur américain. | 90  | (en)      |
| 3 juillet   | Lamy                         | Peintre français. | 97  |           |
| 3 juillet   | Thomas Shardelow             | Cycliste sur piste sud-africain, médaillé d'argent du tandem et de la poursuite par équipes aux Jeux olympiques d'été de 1952. | 87  | (en)      |
| 3 juillet   | Raymond Tarcy                | Homme politique français. | 82  |           |
| 4 juillet   | Arturo Fernández Rodríguez   | Acteur espagnol. | 90  | (es)      |
| 4 juillet   | Leon Kossoff                 | Peintre et graveur britannique.                                                                                                | 92  | (en)      |
| 4 juillet   | Pierre Lhomme                | Directeur de la photographie français.                                                                                         | 89  |           |
| 4 juillet   | Robert F. Marx               | Plongeur, archéologue, anthropologue, historien et écrivain américain.                                                         | 85  | (en)      |
| 4 juillet   | Laurent McCutcheon           | Militant LGBT canadien. | 76  |           |
| 4 juillet   | Eva Mozes Kor                | Survivante américaine de l'Holocauste.                                                                                         | 85  | (en)      |
| 4 juillet   | André Pinçon                 | Homme politique français. | 88  |           |
| 4 juillet   | Jean Royer                   | Poète et écrivain canadien. | 81  |           |
| 4 juillet   | Philippe Van Snick           | Plasticien et peintre belge.                                                                                                   | 72  | (nl)      |
| 5 juillet   | Ugo Gregoretti               | Journaliste, écrivain, réalisateur, scénariste et acteur italien.                                                              | 88  | (it)      |
| 5 juillet   | Eberhard Havekost            | Peintre allemand. | 52  | (de)      |
| 5 juillet   | Mokhtar Kechamli             | Footballeur algérien. | 56  |           |
| 5 juillet   | Sam Schulman                 | Dernier américain survivant membre de l'équipage du bateau Exodus 1947.                                                        | 90  |           |
| 6 juillet   | Patrícia Araújo              | Actrice pornographique hongroise.                                                                                              | 37  | (pt-BR)   |
| 6 juillet   | Cameron Boyce                | Chanteur, acteur, danseur et mannequin américain.                                                                              | 20  |           |
| 6 juillet   | Martin Charnin               | Parolier, metteur en scène et acteur américain.                                                                                | 84  | (en)      |
| 6 juillet   | Andrew Delisle Sr.           | Chef amérindien. | 85  |           |
| 6 juillet   | João Gilberto                | Chanteur et guitariste brésilien.                                                                                              | 88  |           |
| 6 juillet   | Parviz Jalayer               | Haltérophile iranien, médaillé d'argent aux Jeux olympiques d'été de 1968.                                                     | 79  | (fa)      |
| 6 juillet   | Eddie Jones                  | Acteur américain. | 84  | (en)      |
| 6 juillet   | Jack Lesage                  | Cinéaste français. | 96  |           |
| 7 juillet   | Artur Brauner                | Producteur et scénariste allemand.                                                                                             | 100 | (en)      |
| 7 juillet   | Patricia Gallerneau          | Femme politique française. | 64  |           |
| 7 juillet   | Greg Johnson                 | Joueur canadien de hockey sur glace, médaillé d'argent aux Jeux olympiques d'hiver de 1994.                                    | 48  |           |
| 7 juillet   | Pierre Keller                | Graphiste suisse. | 74  |           |
| 8 juillet   | Michel Baglin                | Écrivain français. | 68  |           |
| 8 juillet   | Thérèse Bishagara Kagoyire   | Femme politique Rwandaise. | 66  | (en)      |
| 8 juillet   | Rosie Ruiz                   | Marathonienne cubaine. | 66  | (en)      |
| 9 juillet   | Domenico Bova                | Homme politique italien. | 72  | (it)      |
| 9 juillet   | Fernando de la Rúa           | Homme d'État argentin. | 81  | (en)      |
| 9 juillet   | Christian Guilleminault      | Médecin et neurologue français.                                                                                                | 80  | (en)      |
| 9 juillet   | Freddie Jones                | Acteur britannique. | 91  | (en)      |
| 9 juillet   | Johnny Kitagawa              | Producteur américain. | 87  | (en)      |
| 9 juillet   | Mariano Otero                | Peintre espagnol. | 76  |           |
| 9 juillet   | Ross Perot                   | Milliardaire américain. | 89  | (en)      |
| 9 juillet   | Aaron Rosand                 | Violoniste américain. | 92  | (en)      |
| 9 juillet   | Rip Torn                     | Acteur américain. | 88  | (en)      |
| 10 juillet  | Jim Bouton                   | Joueur américain de baseball.                                                                                                  | 80  | (en)      |
| 10 juillet  | Taous Chraïti                | Militante tunisienne. | 93  |           |
| 10 juillet  | Valentina Cortese            | Actrice italienne. | 96  |           |
| 10 juillet  | Denise Nickerson             | Actrice américaine. | 62  | (en)      |
| 10 juillet  | James Small                  | Joueur sud-africain de rugby à XV.                                                                                             | 50  |           |
| 11 juillet  | Mike Christie                | Joueur américain de hockey sur glace.                                                                                          | 69  | (en)      |
| 11 juillet  | Vincent Lambert              | Infirmier français. | 42  |           |
| 11 juillet  | Théodore Mel Eg              | Homme politique ivoirien. | 67  |           |
| 11 juillet  | Soofi Mohammed               | Militaire pakistanais. | 86  | (en)      |
| 11 juillet  | Philippe Monot               | Écrivain français. | 51  |           |
| 11 juillet  | Arto Nilsson                 | Boxeur finlandais, médaillé de bronze aux Jeux olympiques d'été de 1968.                                                       | 71  | (fi)      |
| 12 juillet  | Geórgios Anastasópoulos      | Homme politique grec. | 83  | (el)      |
| 12 juillet  | Fernando Corbató             | Informaticien américain. | 93  | (en)      |
| 12 juillet  | Abdul Hamid                  | Joueur de hockey sur gazon pakistanais, champion et médaillé d'argent olympique (1956, 1960).                                  | 92  | (en)      |
| 12 juillet  | Eberhard Kummer              | Chanteur, musicien et guitariste autrichien.                                                                                   | 78  |           |
| 12 juillet  | Hodan Nalayeh                | Journaliste canado-somalienne.                                                                                                 | 43  |           |
| 12 juillet  | Claudio Naranjo              | Psychiatre chilien. | 86  | (es)      |
| 12 juillet  | Joseph Rouleau               | Chanteur lyrique canadien. | 90  |           |
| 12 juillet  | Jean-Pierre Worms            | Sociologue français. | 84  |           |
| 12 juillet  | Stéphanie de Windisch-Graetz | Artiste peintre et photographe belge.                                                                                          | 79  |           |
| 13 juillet  | Aliaksandr Choumidoub        | Hockeyeur sur glace et entraîneur soviétique puis biélorusse.                                                                  | 55  | (ru)      |
| 13 juillet  | Augusto Fantozzi             | Homme politique italien. | 79  | (it)      |
| 13 juillet  | André Geoffroy               | Homme politique français. | 77  |           |
| 13 juillet  | Harlan Lane                  | Linguiste américain. | 82  | (en)      |
| 13 juillet  | Paolo Sardi                  | Cardinal italien. | 84  |           |
| 13 juillet  | Victor Sosnora               | Poète, nouvelliste, écrivain, dramaturge, traducteur, artiste et prosateur soviétique puis russe.                              | 83  | (ru)      |
| 14 juillet  | Hossain Mohammad Ershad      | Homme d'État bangladais. | 89  | (en)      |
| 14 juillet  | Merv Johnson                 | Homme politique canadien. | 96  | (en)      |
| 14 juillet  | Oscar Lagger                 | Compositeur et chef d'orchestre suisse.                                                                                        | 85  |           |
| 14 juillet  | Hoàng Tụy                    | Mathématicien vietnamien. | 91  |           |
| 14 juillet  | Pernell Whitaker             | Boxeur américain, champion aux Jeux olympiques d'été de 1984.                                                                  | 55  | (en)      |
| 15 juillet  | Ousmane Tanor Dieng          | Homme politique sénégalais. | 72  |           |
| 15 juillet  | Craig Fallon                 | Judoka britannique. | 36  |           |
| 15 juillet  | Aléxis Galanós               | Homme politique chypriote. | 78  | (en)      |
| 15 juillet  | Edith Irby Jones             | Médecin américaine. | 91  | (en)      |
| 15 juillet  | André Menaut                 | Entraîneur français de football.                                                                                               | 81  |           |
| 15 juillet  | Fergus Millar                | Historien britannique. | 84  | (en)      |
| 15 juillet  | Werner Müller                | Homme d'affaires allemand. | 73  | (de)      |
| 15 juillet  | Byambasuren Sharav           | Compositeur et pianiste mongol.                                                                                                | 66  | (mn)      |
| 16 juillet  | Rosa María Britton           | Romancière et obstétricienne panaméenne.                                                                                       | 82  | (es)      |
| 16 juillet  | Johnny Clegg                 | Auteur-compositeur-interprète sud-africain.                                                                                    | 66  | (en)      |
| 16 juillet  | Howard Engel                 | Journaliste et producteur de radio canadien.                                                                                   | 88  | (en)      |
| 16 juillet  | Pat Kelly                    | Chanteur jamaïcain. | 70  | (en)      |
| 16 juillet  | Claude-Hélène Perrot         | Historienne française. | 90  | (fr)      |
| 16 juillet  | John Paul Stevens            | Juge américain. | 99  | (en)      |
| 17 juillet  | Andrea Camilleri             | Metteur en scène et écrivain italien.                                                                                          | 93  |           |
| 17 juillet  | Warren Cole                  | Rameur néo-zélandais, champion aux Jeux olympiques d'été de 1968.                                                              | 78  | (en)      |
| 17 juillet  | Nikola Hajdin                | Ingénieur civil serbe. | 96  | (sr)      |
| 17 juillet  | Marie Sophie Hingst          | Historienne et blogueuse allemande qui a faussement prétendu descendre de survivants de la Shoah.                              | 31  | (de)      |
| 17 juillet  | Giuseppe Merlo               | Joueur de tennis italien. | 91  | (it)      |
| 17 juillet  | Robert Waseige               | Footballeur puis entraîneur belge.                                                                                             | 79  |           |
| 18 juillet  | Yukiya Amano                 | Diplomate japonais. | 72  |           |
| 18 juillet  | Charles Ceccaldi-Raynaud     | Avocat et homme politique français.                                                                                            | 94  |           |
| 18 juillet  | Luciano De Crescenzo         | Écrivain, réalisateur, scénariste et acteur italien.                                                                           | 90  | (en)      |
| 18 juillet  | Yves Forest                  | Avocat et homme politique canadien.                                                                                            | 98  |           |
| 18 juillet  | David Hedison                | Acteur américain. | 92  | (en)      |
| 18 juillet  | Ruud Jacobs                  | Contrebassiste et réalisateur artistique néerlandais.                                                                          | 81  | (en)      |
| 18 juillet  | Yoshiji Kigami               | Réalisateur et animateur japonais.                                                                                             | 61  | (ja)      |
| 18 juillet  | Roelof Nelissen              | Homme politique néerlandais.                                                                                                   | 88  |           |
| 18 juillet  | Jean Parisseaux              | Entraîneur français de football.                                                                                               | 86  |           |
| 18 juillet  | Yasuhiro Takemoto            | Réalisateur et animateur japonais.                                                                                             | 47  |           |
| 19 juillet  | Inger Berggren               | Actrice et chanteuse suédoise.                                                                                                 | 85  | (se)      |
| 19 juillet  | Jean Adel Elya               | Évêque américain. | 90  | (en)      |
| 19 juillet  | Rutger Hauer                 | Acteur néerlandais. | 75  | (en)      |
| 19 juillet  | Ágnes Heller                 | Philosophe et sociologue marxiste hongroise.                                                                                   | 90  | (en)      |
| 19 juillet  | Jeremy Kemp                  | Acteur britannique. | 85  | (en)      |
| 19 juillet  | Marisa Merz                  | Artiste italienne. | 93  | (it)      |
| 19 juillet  | César Pelli                  | Architecte américain. | 92  |           |
| 19 juillet  | Mattia Torre                 | Scénariste italien. | 47  | (it)      |
| 19 juillet  | Yao Lee                      | Chanteuse chinoise. | 96  | (en)      |
| 20 juillet  | Paddy Bassett                | agronome néo-zélandaise. | 101 | (en)      |
| 20 juillet  | Francesco Saverio Borrelli   | Magistrat italien. | 89  | (it)      |
| 20 juillet  | Alain Bournazel              | Haut fonctionnaire et homme politique français.                                                                                | 78  |           |
| 20 juillet  | Roberto Fernández Retamar    | Poète et essayiste cubain. | 89  | (es)      |
| 20 juillet  | Peter McNamara               | Joueur de tennis australien.                                                                                                   | 64  |           |
| 20 juillet  | Ilaria Occhini               | Actrice italienne. | 85  | (it)      |
| 21 juillet  | Abel Gaborit                 | Prêtre catholique et organiste français.                                                                                       | 85  |           |
| 21 juillet  | José Manuel Estepa Llaurens  | Cardinal espagnol. | 93  |           |
| 21 juillet  | Elena Grigorievna            | Militante pour les droits LGBT en Russie.                                                                                      | 40  |           |
| 21 juillet  | Robert Morgenthau            | Avocat américain. | 99  | (en)      |
| 21 juillet  | Éric Névé                    | Producteur de cinéma. | 57  |           |
| 22 juillet  | Roger Géri                   | Footballeur français. | 72  |           |
| 22 juillet  | Christopher Kraft            | Inventeur et ingénieur américain.                                                                                              | 95  | (en)      |
| 22 juillet  | Brigitte Kronauer            | Écrivaine allemande. | 78  | (de)      |
| 22 juillet  | Hans Lagerqvist              | Athlète de saut à la perche suédois.                                                                                           | 79  | (se)      |
| 22 juillet  | Níkos Mílas                  | Basketteur puis entraîneur grec.                                                                                               | 91  | (el)      |
| 22 juillet  | Giuliana Morandini           | Critique littéraire italienne.                                                                                                 | 81  | (it)      |
| 22 juillet  | Art Neville                  | Musicien, auteur-compositeur américain, membre fondateur des Neville Brothers                                                  | 81  |           |
| 22 juillet  | Li Peng                      | Homme politique chinois. | 90  | Modèle:Eh |
| 22 juillet  | Robert Wangermée             | Musicologue belge. | 98  |           |
| 23 juillet  | Carlo Federico Grosso        | Avocat italien. | 81  | (it)      |
| 23 juillet  | Jan Hrbatý                   | Joueur de hockey sur glace tchécoslovaque, médaillé d'argent aux Jeux olympiques d'hiver de 1968.                              | 77  | (cs)      |
| 23 juillet  | Yves Jasmin                  | Cinéaste, journaliste et relationniste canadien.                                                                               | 97  |           |
| 23 juillet  | Gabe Khouth                  | Acteur de doublage canadien.                                                                                                   | 46  | (en)      |
| 24 juillet  | Claes Andersson              | Homme politique, psychiatre, pianiste, musicien de jazz, traducteur et poète finlandais.                                       | 82  | (fi)      |
| 24 juillet  | Ingrid Boyeldieu             | Joueuse française de football.                                                                                                 | 42  |           |
| 24 juillet  | Georg de Hohenberg           | Diplomate autrichien. | 90  | (en)      |
| 24 juillet  | Michel Teulet                | Homme politique français. | 78  |           |
| 25 juillet  | Anner Bylsma                 | Violoncelliste néerlandais. | 85  |           |
| 25 juillet  | Béji Caïd Essebsi            | Avocat et Homme d'État tunisien, Président de la République de 2014 à 2019.                                                    | 92  | (ar)      |
| 25 juillet  | Danièle Heymann              | Critique de cinéma et journaliste française.                                                                                   | 86  |           |
| 25 juillet  | Jesper Juul                  | Thérapeute familial danois. | 71  | (de)      |
| 25 juillet  | Jorma Kinnunen               | Athlète de lancer finlandais, médaillé d'argent du javelot aux Jeux olympiques d'été de 1968.                                  | 77  | (fi)      |
| 25 juillet  | Philippe Ogouz               | Acteur, metteur en scène et directeur artistique français.                                                                     | 79  |           |
| 25 juillet  | Pierre Péan                  | Journaliste d'investigation français.                                                                                          | 81  |           |
| 25 juillet  | Alberto Ponce                | Guitariste espagnol. | 84  |           |
| 25 juillet  | Óscar Enrique Sánchez        | Footballeur puis entraîneur guatémaltèque.                                                                                     | 64  | (es)      |
| 26 juillet  | Kaddour Bekhloufi            | Footballeur puis entraîneur algérien.                                                                                          | 85  |           |
| 26 juillet  | Arnie Brown                  | Hockeyeur sur glace puis entraîneur canadien.                                                                                  | 77  | (en)      |
| 26 juillet  | Sammy Chapman                | Footballeur puis entraîneur nord-irlandais.                                                                                    | 81  | (en)      |
| 26 juillet  | Bryan Magee                  | Philosophe britannique. | 89  | (en)      |
| 26 juillet  | Jaime Ortega                 | Cardinal de l'Église catholique cubain.                                                                                        | 82  |           |
| 26 juillet  | Russi Taylor                 | Actrice américaine. | 75  | (en)      |
| 27 juillet  | Zenon Begier                 | Athlète de lancers de disque polonais.                                                                                         | 83  | (pl)      |
| 27 juillet  | Carlos Cruz-Díez             | Artiste franco-vénézuélien. | 95  |           |
| 27 juillet  | Johann Kresnik               | Danseur et chorégraphe autrichien.                                                                                             | 79  | (de)      |
| 27 juillet  | Humphrey Mijnals             | Footballeur néerlando-surinamien.                                                                                              | 88  | (de)      |
| 27 juillet  | Juan Ignacio Otero           | Footballeur espagnol. | 90  | (es)      |
| 27 juillet  | John Robert Schrieffer       | Physicien américain. | 88  | (en)      |
| 27 juillet  | Roman Virastyuk              | Athlète de lancer de poids ukrainien.                                                                                          | 51  | (uk)      |
| 28 juillet  | George Hilton                | Acteur britannique. | 85  | (it)      |
| 28 juillet  | Ruth de Souza                | Actrice brésilienne. | 98  | (pt)      |
| 28 juillet  | Yū Shimaka                   | Seiyū japonais. | 70  | (en)      |
| 28 juillet  | Loek van Mil                 | Joueur de baseball néerlandais.                                                                                                | 34  | (en)      |
| 29 juillet  | Egil Danielsen               | Athlète norvégien, champion aux Jeux olympiques d'été de 1956.                                                                 | 85  |           |
| 29 juillet  | Joyce Laboso                 | Femme politique kényane. | 58  | (en)      |
| 29 juillet  | Vasil Metodiev               | Footballeur puis entraîneur bulgare.                                                                                           | 84  | (bg)      |
| 29 juillet  | Jacques Nichet               | Metteur en scène français. | 77  |           |
| 29 juillet  | Mona-Liisa Nousiainen        | Fondeuse finlandaise. | 36  |           |
| 30 juillet  | Marcian Bleahu               | Géologue, spéléologue, géographe, explorateur, écrivain et homme politique roumain.                                            | 95  | (ro)      |
| 30 juillet  | Nick Buoniconti              | Joueur américain de football américain.                                                                                        | 78  |           |
| 30 juillet  | John Petroske                | Joueur américain de hockey sur glace, médaillé d'argent aux Jeux olympiques d'hiver de 1956.                                   | 84  | (en)      |
| 30 juillet  | Naaba Sonré                  | Roi burkinabè. | 77  |           |
| 30 juillet  | Zhao Zhihong                 | Tueur en série chinois. | 46  | (ru)      |
| 31 juillet  | Armand Jung                  | Homme politique français. | 68  |           |
| 31 juillet  | Barrington Pheloung          | Compositeur australien. | 65  | (en)      |
| 31 juillet  | Raffaele Pisu                | Acteur italien. | 94  | (it)      |
| 31 juillet  | Harold Prince                | Metteur en scène américain. | 91  | (en)      |
| 31 juillet  | Jean-Luc Thérier             | Pilote de rallye français. | 73  |           |